# Алекто (САУ)
«Алекто» (англ. A25 E2 Alecto) — экспериментальная английская самоходная артиллерийская установка (САУ) времён Второй мировой войны. Создана на базе танка A25 "Harry Hopkins". В серийное производство машина так и не поступила.

## История создания
Разработка 3,75-дюймовой (95-мм) гаубицы была начата в 1942 году. Одно из двух изготовленных орудий было установлено на шасси танка «Гарри Гопкинс». Гаубица размещалась в открытой рубке. Первые испытания начались только в конце 1944 года. К моменту устранения всех дефектов война в Европе уже закончилась. Ввиду отсутствия перспектив применения САУ на Дальнем Востоке проект закрыли. Машина участвовала в победном параде в Берлине, в западной зоне оккупации.
|       | 4     | 5     | 6     | 7     | 8     | 9     | 10    | 11    | 12    | Всего |
| ----- | ----- | ----- | ----- | ----- | ----- | ----- | ----- | ----- | ----- | ----- |
| 1945  | 3     |       | 4     | 13    | 5     | 20    | 5     | 8     | 6     | 64    |
| 1946  | 8     | 8     | 10    |       |       |       |       |       |       | 26    |
| Итого | Итого | Итого | Итого | Итого | Итого | Итого | Итого | Итого | Итого | 90    |

## Модификации
- Mk.I — вооружена 95-мм гаубицей Ordnance Q.F. 3.7-inch Howitzer
- Mk.II — вооружена 57-мм пушкой Ordnance Q.F. 6-pounder
- Mk.III — вооружена 87,6-мм гаубицей Ordnance Q.F. 25-pounder Howitzer. Прототип не был завершён
- Mk.IV — вооружена 94-мм 32-фунтовой гаубицей
- Alecto Dozer (бульдозер) — переделка оригинальной машины в бульдозерный вариант (снятие орудия и установка бульдозерного отвала).

## В игровой индустрии
Alecto представлена в ММО-играх World of Tanks и World of Tanks Blitz как прокачиваемая ПТ-САУ 4 уровня.
Alecto также представлена в игре War Thunder как САУ I ранга.